# Ommeray
Ommeray est une commune française située dans le département de la Moselle en région Grand Est.

## Géographie
La commune fait partie du Saulnois, du parc naturel régional de Lorraine et de la ZNIEFF du pays des étangs.

### Communes limitrophes
| Ley      | Donnelay |            |
| Moncourt | Ommeray  | Bourdonnay |
|          | Lagarde  |            |

### Hydrographie
La commune est située dans le bassin versant du Rhin au sein du bassin Rhin-Meuse. Elle est drainée par le canal de flottage des Salines, le ruisseau de la Goutte du Bambois, le ruisseau de la Grosse Behaie, le ruisseau de la Prele, le ruisseau de Varisaille et le ruisseau Sous la Ville.
Le canal de flottage des Salines, d'une longueur totale de 15,8 km, prend sa source dans la commune de Bourdonnay et se jette  dans la Seille en limite de Marsal et de Moyenvic, après avoir traversé huit communes.

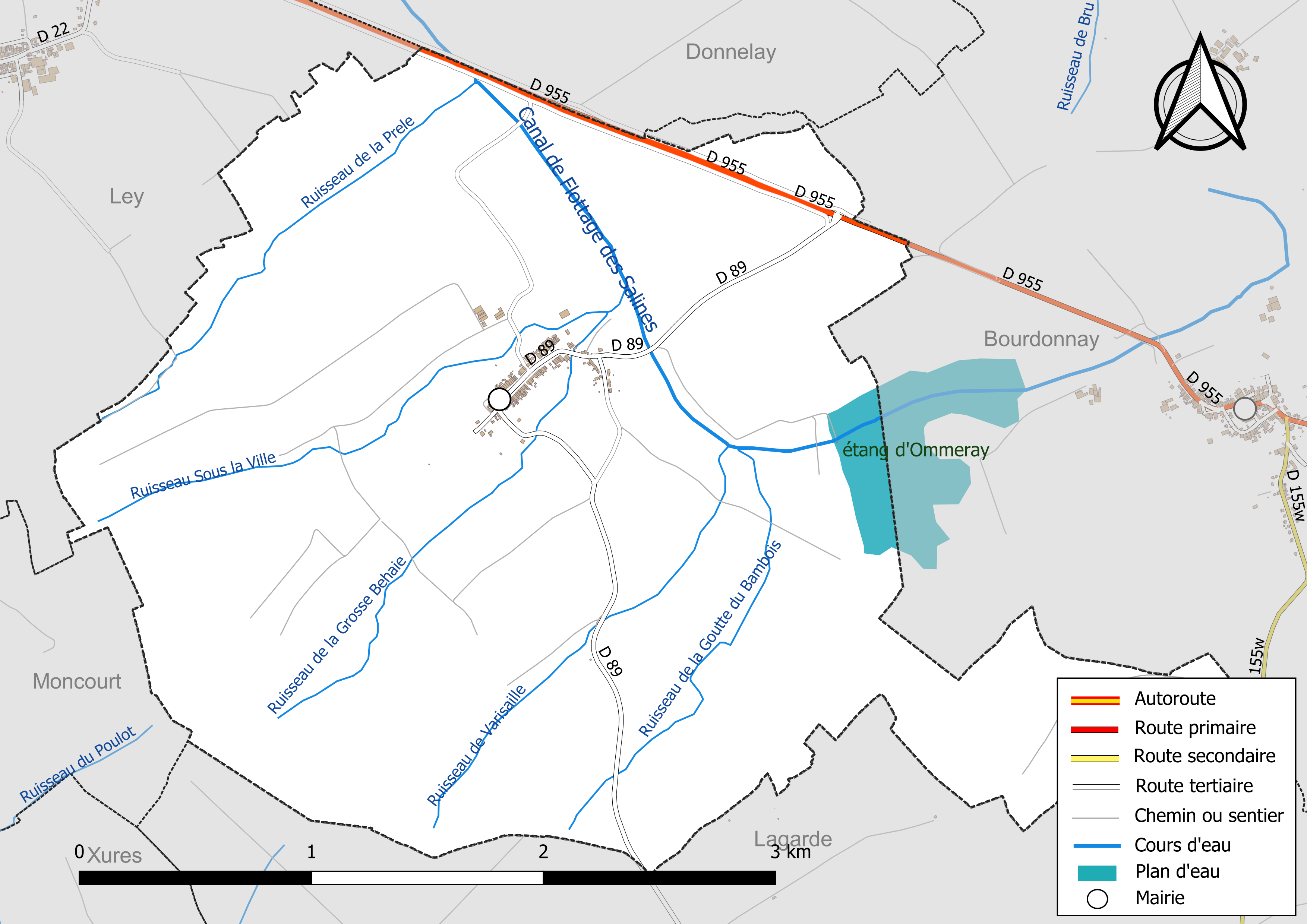
Réseaux hydrographique et routier d'Ommeray.

La qualité des eaux des principaux cours d’eau de la commune, notamment du canal de Flottage des Salines, peut être consultée sur un site spécial géré par les agences de l’eau et l’Agence française pour la biodiversité.

### Climat
Pour des articles plus généraux, voir Climat du Grand Est et Climat de la Moselle.
En 2010, le climat de la commune est de type climat des marges montargnardes, selon une étude du Centre national de la recherche scientifique s'appuyant sur une série de données couvrant la période 1971-2000. En 2020, Météo-France publie une typologie des climats de la France métropolitaine dans laquelle la commune est exposée à un climat semi-continental et est dans la région climatique  Lorraine, plateau de Langres, Morvan, caractérisée par un hiver rude (1,5 °C), des vents modérés et des brouillards fréquents en automne et hiver. 
Pour la période 1971-2000, la température annuelle moyenne est de 9,9 °C, avec une amplitude thermique annuelle de 17 °C. Le cumul annuel moyen de précipitations est de 799 mm, avec 11,8 jours de précipitations en janvier et 9,1 jours en juillet. Pour la période 1991-2020, la température moyenne annuelle observée sur la station météorologique de Météo-France la plus proche, « Rodalbe », sur la commune de Rodalbe à 21 km à vol d'oiseau, est de 10,6 °C et le cumul annuel moyen de précipitations est de 737,2 mm. 
La température maximale relevée sur cette station est de 38,7 °C, atteinte le 24 juillet 2019 ; la température minimale est de −18,1 °C, atteinte le 26 décembre 2010,,. 
Les paramètres climatiques de la commune ont été estimés pour le milieu du siècle (2041-2070) selon différents scénarios d'émission de gaz à effet de serre à partir des nouvelles projections climatiques de référence DRIAS-2020. Ils sont consultables sur un site spécial publié par Météo-France en novembre 2022.

## Urbanisme

### Typologie
Au 1er janvier 2024, Ommeray est catégorisée commune rurale à habitat dispersé, selon la nouvelle grille communale de densité à sept niveaux définie par l'Insee en 2022.
Elle est située hors unité urbaine et hors attraction des villes,.

### Occupation des sols
L'occupation des sols de la commune, telle qu'elle ressort de la base de données européenne d’occupation biophysique des sols Corine Land Cover (CLC), est marquée par l'importance des territoires agricoles (84,3 % en 2018), une proportion sensiblement équivalente à celle de 1990 (84,2 %). La répartition détaillée en 2018 est la suivante : 
terres arables (72,7 %), forêts (10,6 %), prairies (8,3 %), zones urbanisées (3,8 %), zones agricoles hétérogènes (3,3 %), eaux continentales (1,3 %). L'évolution de l’occupation des sols de la commune et de ses infrastructures peut être observée sur les différentes représentations cartographiques du territoire : la carte de Cassini (XVIIIe siècle), la carte d'état-major (1820-1866) et les cartes ou photos aériennes de l'IGN pour la période actuelle (1950 à aujourd'hui).

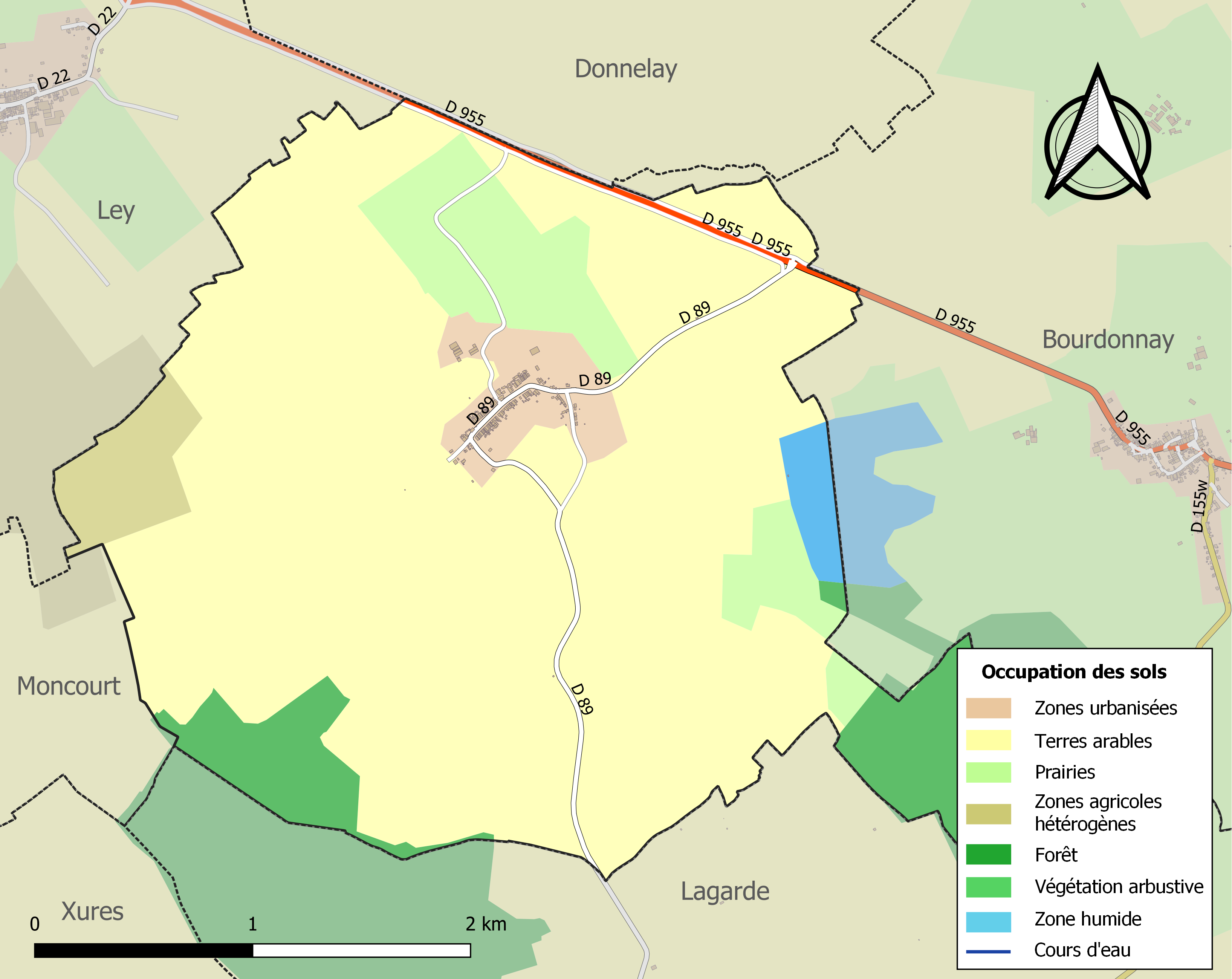
Carte des infrastructures et de l'occupation des sols de la commune en 2018 (CLC).

## Toponymie
- Yommereu en lorrain roman.
- La toponymie du lieu vient d'un nom de personne germanique : Hunmar, accolé au suffixe -iacum[16]. Au fil des siècles, le village s'est nommé Hommeres (1219), Omeris (1273), Ommereis (1285), Hommeris (1288), Homerey ou Hommerey (1476), Omeray (1756)[17], Omerey (1793), Ommerey (1820), Ommerich (1915-1918 et 1940-1944).

## Histoire
On a retrouvé des preuves d'occupation remontant à la Préhistoire et à l'Antiquité.
Ancien domaine épiscopal, Ommeray était un fief de la principauté épiscopale de Metz dont il dépendait comme généralité et coutume. Il relevait du  bailliage de Vic et du district de Lagarde. Les abbayes de Salival et de Haute-Seille possédaient des droits et des biens sur le territoire d’Ommeray, rappelés par le blason actuel du village. Ommeray n’était qu’un hameau dépendant du village de Mantoncourt, disparu aujourd’hui. Le site de Mannecourt rappelle l’existence et le site de ce village. Deux autres hameaux situés sur le territoire actuel étaient également sous sa dépendance : Bayet et Varansaille. Les lieux-dits de la Bayette et Varissaille rappellent l’emplacement de ces hameaux.
Le territoire d’Ommeray a subi de nombreuses invasions au cours du Moyen Âge. Pour cette raison vers 1450, les villageois se mirent sous la protection du duc de Lorraine. Cependant, la plus grande catastrophe arrive lors de la guerre de Trente Ans lorsque le village de Mantoncourt et ses trois hameaux sont entièrement détruits par les armées de passage en Lorraine. Le village de Mantoncourt ne sera plus jamais reconstruit. Une croix  a été érigée en 1770 par l’abbé Didier, curé de l’époque  à l’emplacement de l’église.  C’est à Ommeray que le village est reconstruit au cours du XVIIIe siècle et l’église est achevée en 1764.
Avant la fermeture des salines de Moyenvic et Lezey, un canal de flottage de 16 800 m suivait le lit du Nard. Il servait à alimenter en bois les salines. Un autre canal permettait d'acheminer le bois de la forêt de Réchicourt-le-Château à Lagarde, les grumes étant transportées par chariot sur les 6 km séparant Lagarde d'Ommeray. Ommeray servait alors d'entrepôt pour ce bois avant son transfert pour Moyenvic.
Durant la Révolution française, en 1790, la commune a fait partie du canton de Bourdonnay, puis en 1801 du canton de Vic-sur-Seille.
En 1820, Ommeray était une annexe de Moncourt. Les 951 hectares de la commune étaient employés pour 615 en labours, 200 en bois et 135 en prairies.
Ancienne commune de la Meurthe, le village prend le nom allemand de Ommerich après l'annexion de 1871. À la suite de cet événement, le canton de Vic-sur-Seille est littéralement coupé en deux par la nouvelle frontière. 14 communes sont annexées. Les 9 communes restées françaises formeront le canton meurthe-et-mosellan d’Arracourt.
En 1914, lors du déclenchement de la Première Guerre mondiale, la frontière est définitivement fermée. Les jeunes du village sont enrôlés dans l’armée allemande et iront combattre sur le front de l’Est. Un grand nombre d’entre eux y laisseront leur vie. Leur souvenir est rappelé sur le monument aux morts de la commune. En octobre 1918, devant l’imminence d’une offensive française dans les territoires annexés, les Allemands expulsent les habitants du village à Idar-Oberstein (Rhénanie-Palatinat). Ils y resteront jusqu’à l’armistice du 11 novembre 1918.
L’Alsace-Lorraine redevenue française, Ommeray  est intégrée dans le département de la Moselle, créé dans les limites de la Lorraine annexée
La paix ne durera que 20 ans et en 1939, un nouveau conflit éclate. Après la défaite de 1940, les armées allemandes font leur entrée dans Ommeray et le village ainsi que l’ensemble du département de la Moselle est à nouveau annexé par le Reich. Hitler veut germaniser définitivement les territoires annexés. Il décide alors d’expulser tous les habitants de culture romane en France en zone libre pour les remplacer par de nouveaux habitants de langue germanique. C’est ainsi que le 19 novembre 1940, les habitants sont transportés à la gare de Château-Salins afin d’être expulsés, sans connaître leur destination finale. C’est en Haute-Vienne, que le train s’arrête à une trentaine de kilomètres de Limoges. Les habitants sont répartis sur les trois communes voisines de Bujaleuf, Masléon et Saint-Denis-des-Mûrs. Des relations cordiales et durables seront tissées entre les habitants de ces villages et les expulsés lorrains, tant et si bien que 30 ans après ces événements, une cérémonie de jumelage sera effectuée en 1974 entre les communes d’Ommeray et de Bujaleuf avec toute la chaleur des retrouvailles. Au tournant de la guerre lorsque l’espoir change de camp, certains habitants reviendront dès 1943 en Meurthe-et-Moselle toute proche de leur village. Les autres habitants reviendront à la Libération. Durant le conflit, les Allemands avaient installé à leur place les habitants d’Haspelschiedt, leur objectif étant de détruire ce village afin d’agrandir le camp de Bitche.
Malgré les offensives américaines en particulier lors de la bataille d’Arracourt (novembre 1944) qui a détruit de nombreux villages voisins, Ommeray est miraculeusement préservée. Les habitants retrouvent leurs fermes et la vie reprend son cours.
Dans les années 1960, le maire Eugène Fisson met à exécution un projet audacieux pour l’époque, consistant à créer des « routes de derrière » coupant tous les jardins. Désormais, les habitants devront stocker leurs tas de fumier et leurs tas de bois derrière leurs fermes et les troupeaux devront circuler sur ces nouveaux axes. Les usoirs sont engazonnés  et c’est ainsi que Ommeray, village typiquement lorrain devient l’un des premiers villages fleuris de Lorraine et remporte de nombreux prix de fleurissement dans les années 80 grâce au concours actif de l’ensemble de la population du village.

## Politique et administration
| Période                                  | Période   | Identité                   | Étiquette | Qualité                                        |
| ---------------------------------------- | --------- | -------------------------- | --------- | ---------------------------------------------- |
|                                          |           | George Boubel              |           |                                                |
|                                          |           | Clément Rayeur             |           |                                                |
|                                          |           | Eugène Fisson              |           | cultivateur                                    |
| mars 1989                                | mars 2001 | Paul Dieudonné (1932-2010) |           | cultivateur et ouvrier à l'entreprise Kuhlmann |
| mars 2001                                | mars 2008 | Jean Jacques               |           |                                                |
| mars 2008                                | En cours  | Sébastien Henry            |           |                                                |
| Les données manquantes sont à compléter. |           |                            |           |                                                |

## Démographie
L'évolution du nombre d'habitants est connue à travers les recensements de la population effectués dans la commune depuis 1793. Pour les communes de moins de 10 000 habitants, une enquête de recensement portant sur toute la population est réalisée tous les cinq ans, les populations de référence des années intermédiaires étant quant à elles estimées par interpolation ou extrapolation. Pour la commune, le premier recensement exhaustif entrant dans le cadre du nouveau dispositif a été réalisé en 2005.

En 2022, la commune comptait 128 habitants, en évolution de +4,92 % par rapport à 2016 (Moselle : +0,52 %, France hors Mayotte : +2,11 %).
| 1793 | 1800 | 1806 | 1821 | 1831 | 1836 | 1841 | 1846 | 1851 |
| ---- | ---- | ---- | ---- | ---- | ---- | ---- | ---- | ---- |
| 471  | 429  | 455  | 475  | 549  | 514  | 481  | 451  | 435  |

| 1856 | 1861 | 1871 | 1875 | 1880 | 1885 | 1890 | 1895 | 1900 |
| ---- | ---- | ---- | ---- | ---- | ---- | ---- | ---- | ---- |
| 442  | 448  | 395  | 363  | 358  | 335  | 348  | 327  | 295  |

| 1905 | 1910 | 1921 | 1926 | 1931 | 1936 | 1946 | 1954 | 1962 |
| ---- | ---- | ---- | ---- | ---- | ---- | ---- | ---- | ---- |
| 305  | 272  | 213  | 215  | 212  | 201  | 165  | 171  | 180  |

| 1968 | 1975 | 1982 | 1990 | 1999 | 2005 | 2006 | 2010 | 2015 |
| ---- | ---- | ---- | ---- | ---- | ---- | ---- | ---- | ---- |
| 155  | 131  | 122  | 117  | 110  | 101  | 103  | 108  | 115  |

| 2020 | 2022 | - | - | - | - | - | - | - |
| ---- | ---- | - | - | - | - | - | - | - |
| 129  | 128  | - | - | - | - | - | - | - |

## Culture locale et patrimoine

### Lieux et monuments
- Église Saint-Étienne du XIXe siècle, autel de l'église du XIXe siècle, classé aux monuments historiques.

### Héraldique
| Blason de Ommeray | Blason  | De gueules à la croix latine au pied fiché d'or soutenue d'un croissant d'argent accosté de deux saumons d'argent surmontée de deux cailloux d'or en chef. |
| Blason de Ommeray | Détails | Le statut officiel du blason reste à déterminer. |